# Konstantin Maslak
Konstantin Aleksandrowicz Maslak, ros. Константин Александрович Маслак (ur. 27 sierpnia 1984 w Wołgogradzie) – rosyjski szachista, arcymistrz od 2008 roku.

## Kariera szachowa
Jedne z pierwszych znaczących sukcesów szachowych odniósł w 2003 r., dwukrotnie zwyciężając w międzynarodowych turniejach rozegranych w Wołgogradzie. W 2005 r. podzielił I m. (wspólnie z Julianem Radulskim) w turnieju Summer GM B Proclient Cup w Ołomuńcu, natomiast w 2006 r. odniósł kolejne turniejowe zwycięstwa, w Peterhofie (wspólnie z Denisem Jewsiejewem) i Ołomuńcu (turniej Summer GM Valoz Cup, wspólnie z Jurijem Kryworuczko; na turnieju tym zdobył pierwszą normę arcymistrzowską). Kolejne dwie normy na tytuł arcymistrza wypełnił w Moskwie podczas turniejów Aerofłot Open, w latach 2007 i 2008. Również w 2008 r. odniósł zwycięstwo w otwartym turnieju w Ołomuńcu, podzielił I m. (wspólnie z Marcem Narciso Dublanem) w turnieju III Open Internacional d’Escacs Illes Medes w Katalonii oraz wystąpił w finale indywidualnych mistrzostw Rosji, zajmując XII miejsce. W 2009 r. po raz kolejny zwyciężył w Ołomuńcu (turniej Valoz Cup GM A, wspólnie z Nilsem Grandeliusem), natomiast w 2010 r. podzielił I m. (wspólnie z Arturem Gabrielianem i Wjaczesławem Zacharcowem) w Armawirze.
Najwyższy ranking w dotychczasowej karierze osiągnął 1 stycznia 2010 r., z wynikiem 2571 punktów zajmował wówczas 63. miejsce wśród rosyjskich szachistów.